# 3566 Levitan
A 3566 Levitan (ideiglenes jelöléssel 1979 YA9) a Naprendszer kisbolygóövében található aszteroida. Ljudmila Vasziljevna Zsuravljova fedezte fel 1979. december 24-én.